# Úštěcký potok
Úštěcký potok je vodní tok v okrese Litoměřice. Je dlouhý 31,54 kilometru a plocha jeho povodí měří 216,78 km². Pramení v Českém středohoří, protéká Ralskou pahorkatinou a v Dolnooharské tabuli se vlévá do Labe.

## Průběh toku
Potok pramení v Českém středohoří v nadmořské výšce 526,78 metrů asi 500 metrů jižně od Mukařova. Od pramene teče směrem k jihovýchodu. Pod Brusovem opouští České středohoří a vtéká do Ralské pahorkatiny. Postupně sbírá vodu z drobných přítoků, z nichž jediný pojmenovaný je Konojedský potok, který se do Úštěckého vlévá zleva u Dubičné. Dalším levostranným přítokem je Blíževedelský potok a v těsné blízkosti jeho ústí se nachází také ústí Ličenického potoka.
Oba soutoky se nachází jižně od Lukova a Úštěcký potok pod nimi mění směr k jihozápadu. Protéká podél východní a jižní strany Úštěka. Na jižním okraji města se nachází soutok s Loubním potokem a přibližně o jeden kilometru dále po proudu se do Úštěckého potoka vlévá Hrádecký potok. Potok dále pokračuje na jih k Tetčiněvsi, protéká Rochovem a Vědlicemi, za kterými se stáčí na západ k Drahobuzi, kde zprava přijímá menší Studený potok.
Na severním okraji Svařenic Úštěcký potok překračuje hranici Dolnooharské tabule. Tou protéká směrem k západu a jižně od Polep se do něj na říčním kilometru 27,34 zleva vlévá jeho největší přítok Obrtka. Krátce před ústím těsně míjí vesnici Okna, za kterou se v nadmořské výšce 145,23 metrů vlévá zprava do Labe na jeho říčním kilometru 799,55.

## Povodí
Úštěcký potok je tokem druhého řádu a patří k povodí Labe. Povodí Úštěckého potoka měří 216,78 km². Nachází se v něm vodní plochy s celkovou rozlohou 82,11 hektarů, z nichž největší je rybník Chmelař u Úštěka s rozlohou 61,35 hektaru. Tři čtvrtiny toku mají sklonitost do 10 ‰. Střední sklon toku je 12,1 ‰. Sklony svahů se v povodí nejčastěji pohybují v rozmezích od dvou do patnácti stupňů.

## Hydrologické údaje

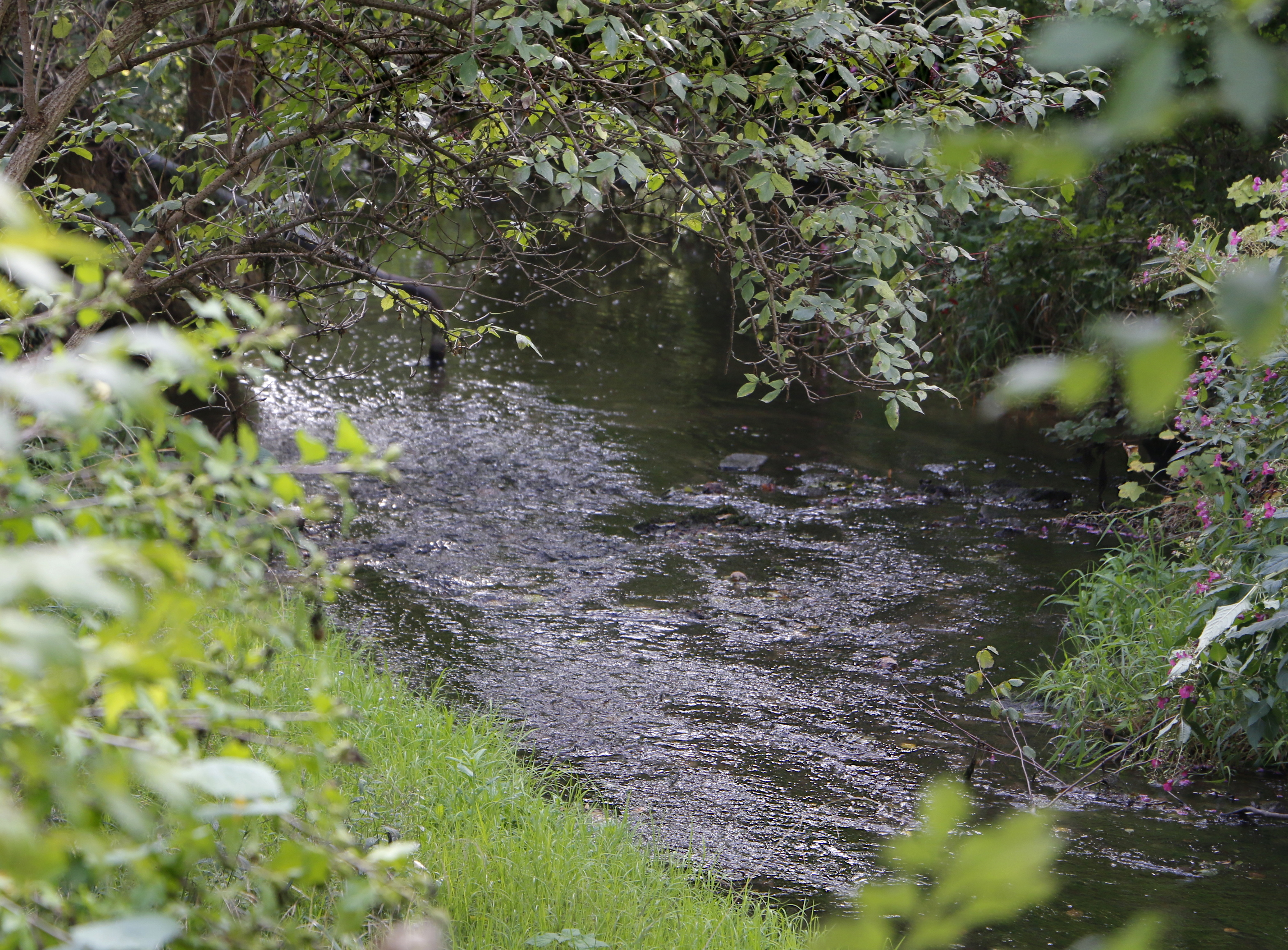
Potok ve Svařenici

Průměrný průtok Úštěckého potoka v hlásném profilu Vědlice na říčním kilometru 11,8 je 0,33 m³/s. Průměrný průtok v ústí do Labe je asi 1 m³/s.
| N             | 1   | 5    | 10   | 50   | 100  |
| ------------- | --- | ---- | ---- | ---- | ---- |
| Průtok (m³/s) | 4,8 | 11,9 | 16,6 | 26,8 | 32,7 |

## Mlýny
Mlýny jsou seřazeny po směru toku potoka/řeky.
- Křížový mlýn – Úštěk čp. 65, kulturní památka
- Rochovský mlýn – Rochov u Úštěka, kulturní památka

## Fauna
V nivě Úštěckého potoka bylo zjištěno 71 druhů měkkýšů: 62 druhů suchozemských plžů, 7 druhů sladkovodních plžů a 2 druhy mlžů.

## Další fotografie

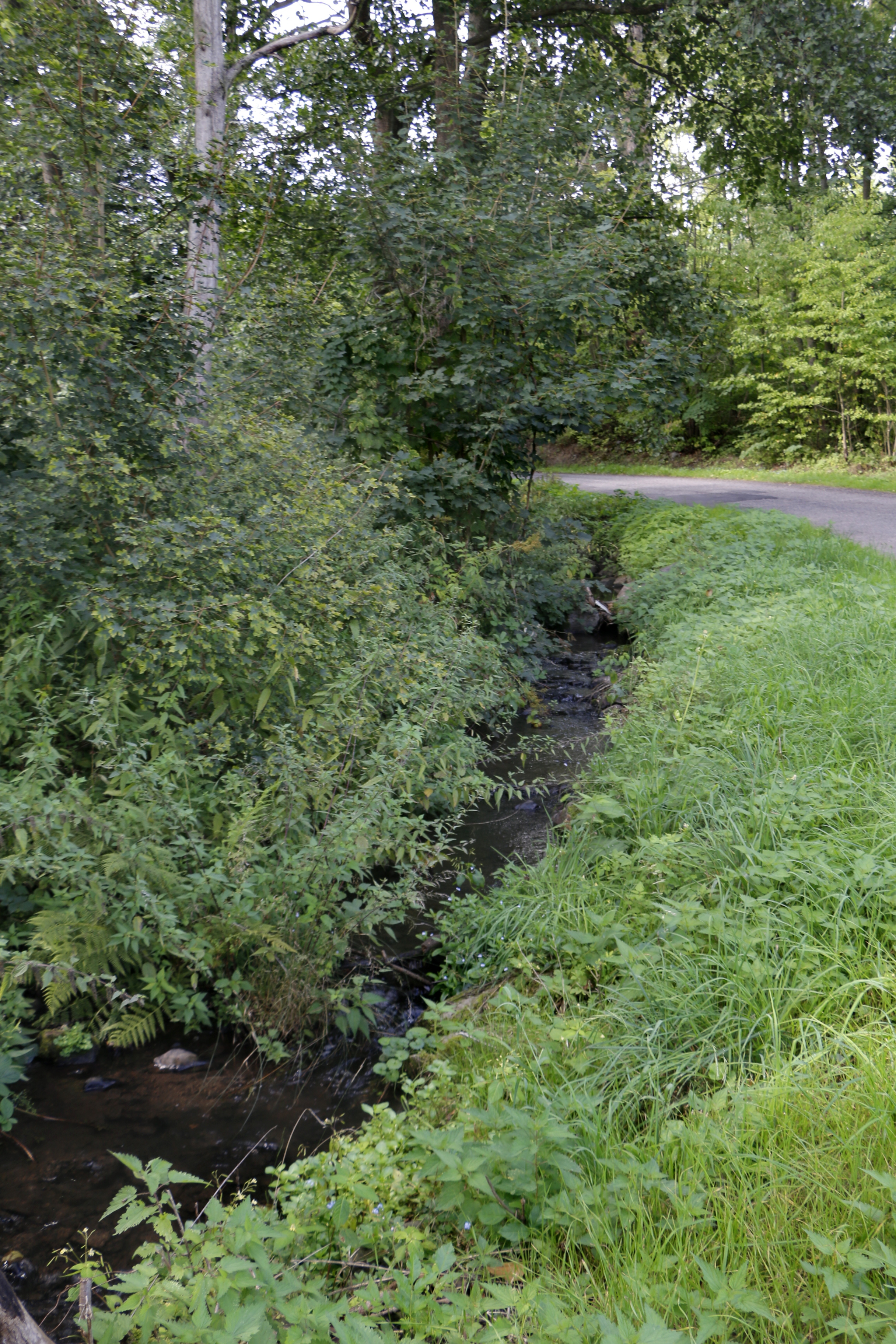
Potok v Brusově
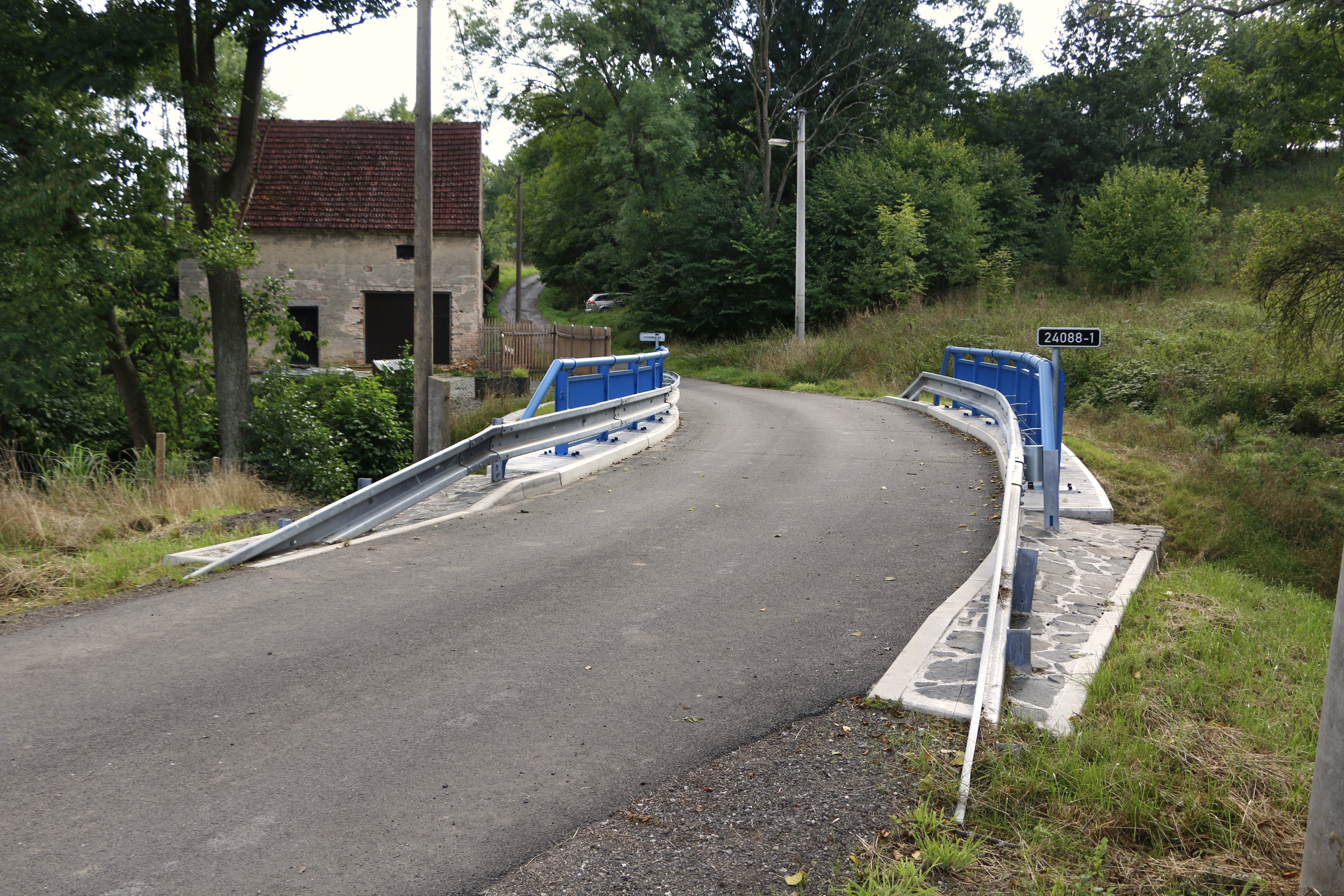
Most přes potok v Dubičné
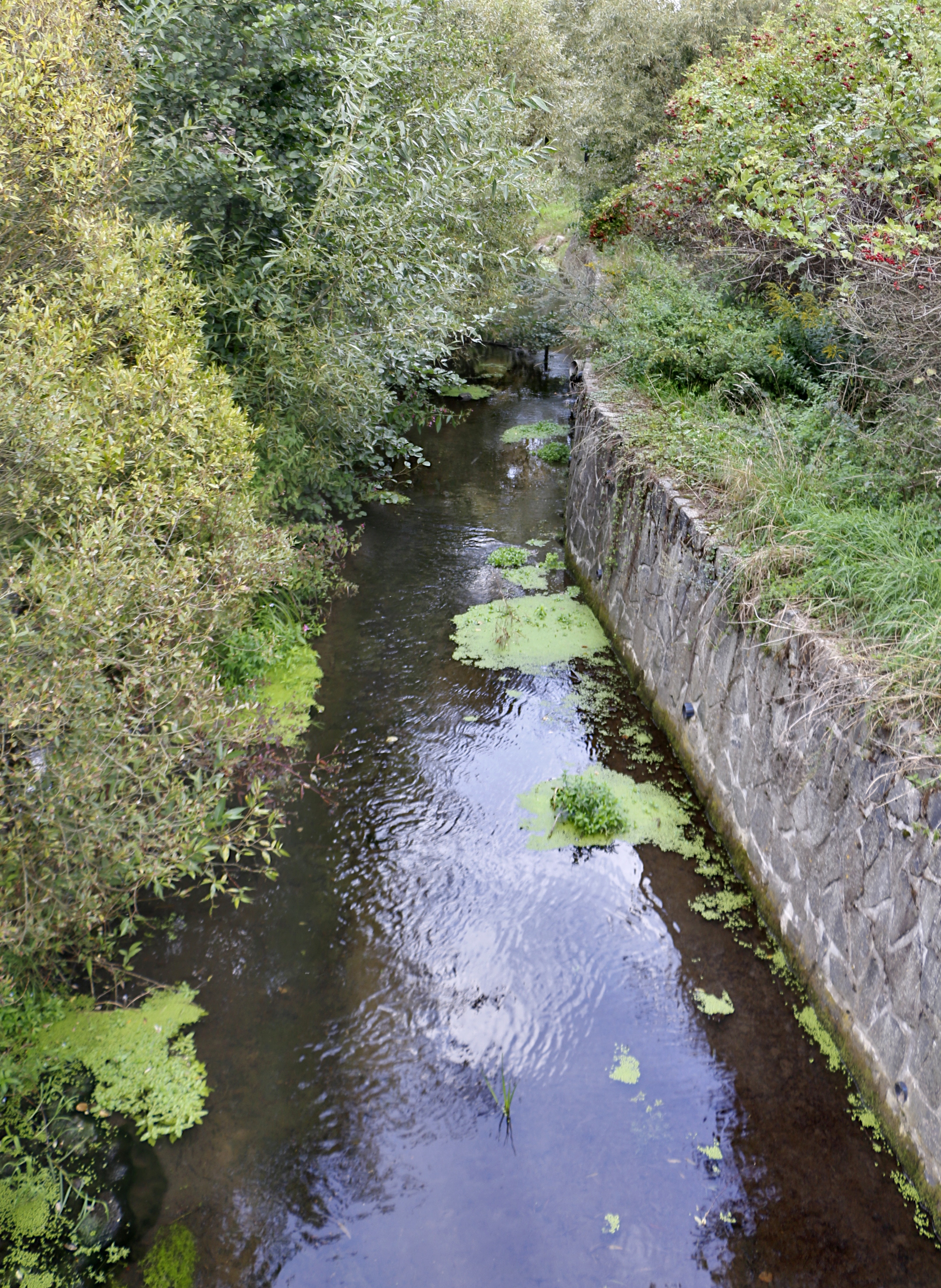
V Úštěku